# 아프슬라위트데이크

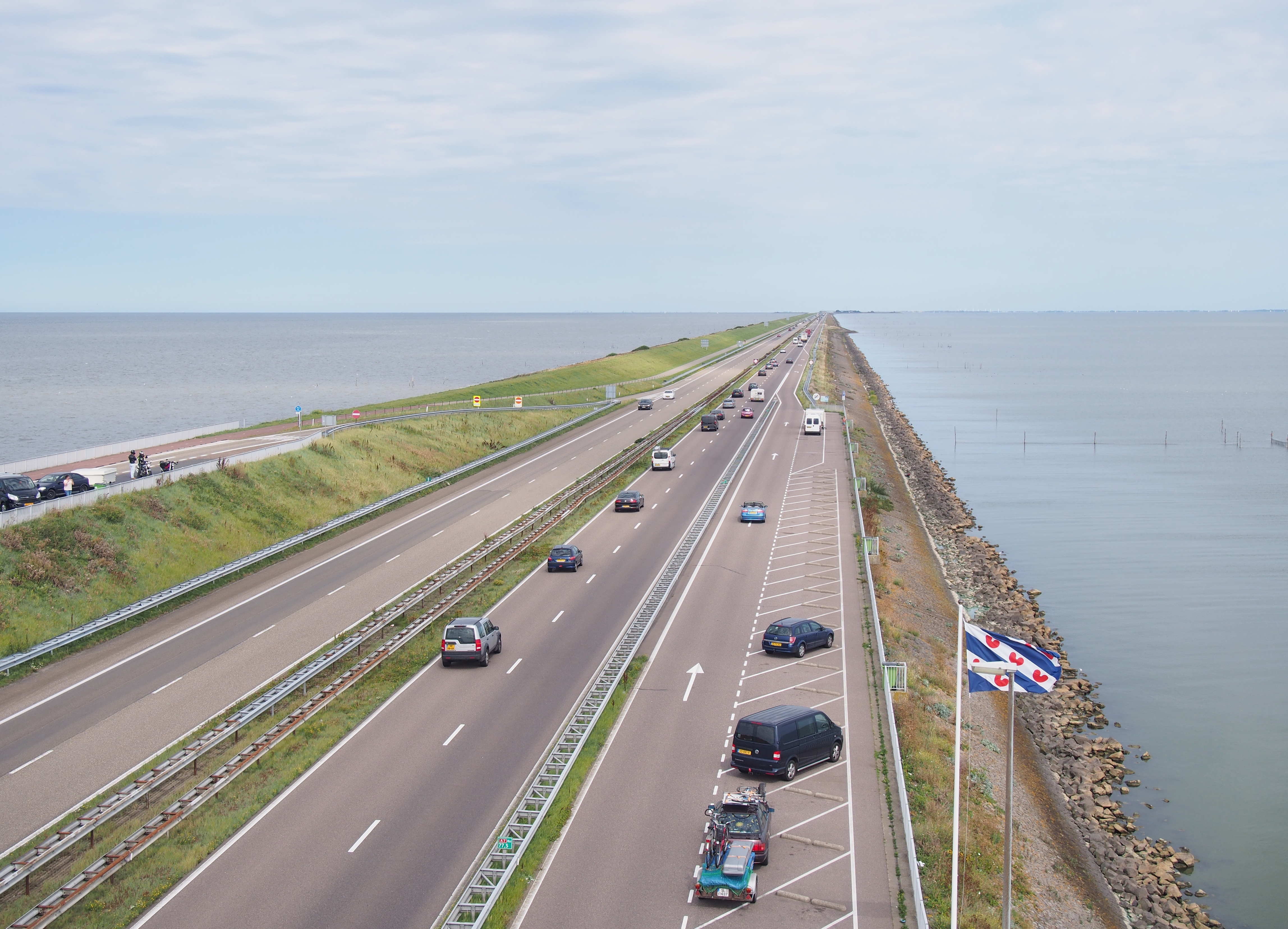
아프슬라위트데이크

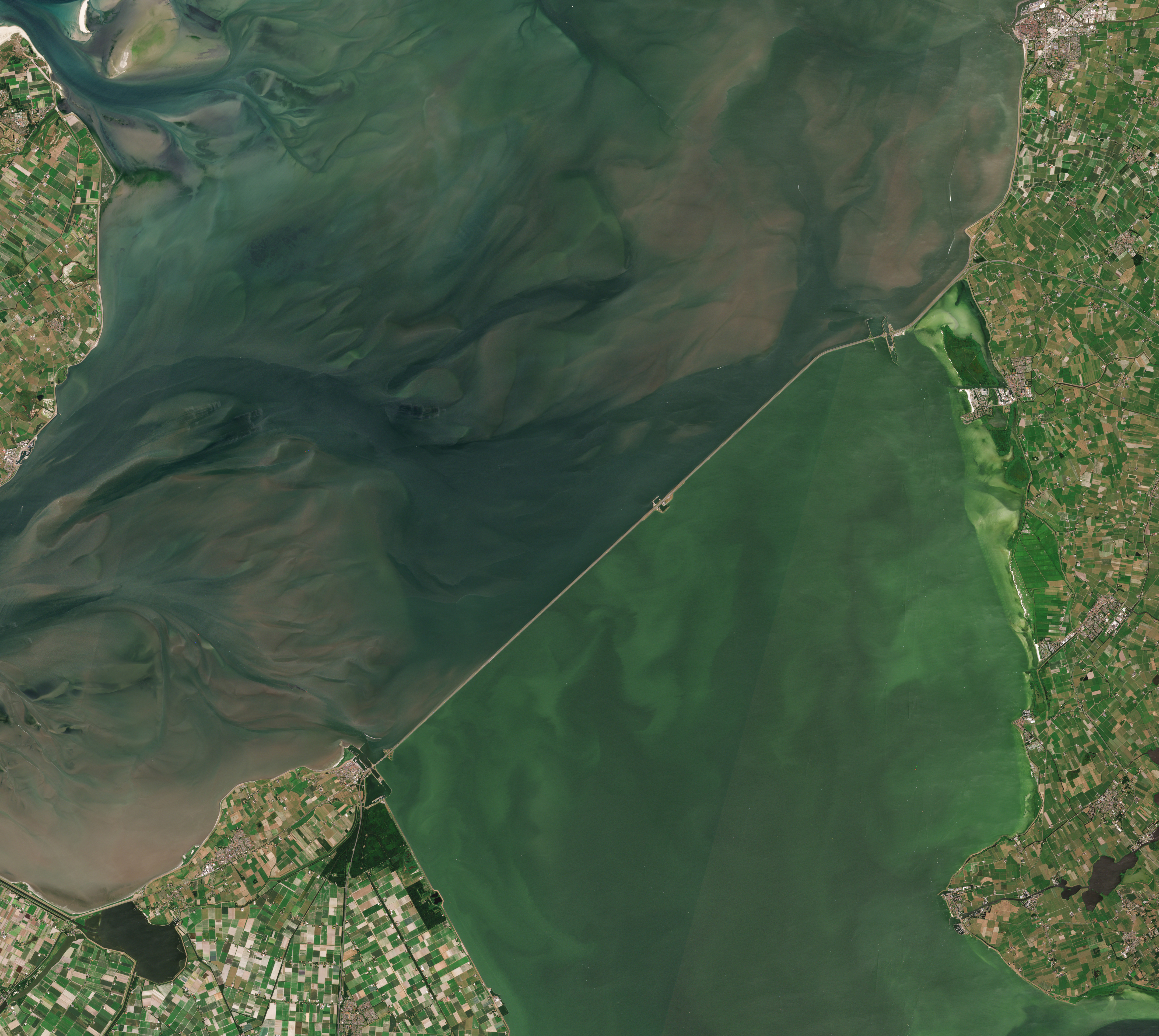
아프슬라위트데이크의 위성 사진

아프슬라위트데이크(네덜란드어: Afsluitdijk, 서프리슬란트어: Ofslútdyk)는 네덜란드 노르트홀란트주, 프리슬란트주 사이에 걸쳐 있는 제방이자 댐으로 길이는 32km, 너비는 90m, 높이는 7.25m이다.
1927년부터 1932년 사이에 진행된 자위더르 간척 사업의 일환에 따라 건설되었다. 이 사업에 따라 북해 입구에 위치한 염해였던 자위더르 해는 담수화되었다. 에이설호의 깨끗한 물을 공급하는 역할을 한다.